# Ozobranchus jantseanus
Ozobranchus jantseanus är en ringmaskart som beskrevs av Asajiro Oka 1912. Ozobranchus jantseanus ingår i släktet Ozobranchus och familjen Ozobranchidae. Inga underarter finns listade i Catalogue of Life.